# 아담 쉐보르스키
아담 쉐보르스키(Adam Przeworski, 1940년 5월 5일 ~ )는 폴란드계 미국인 정치학 교수로 비교정치학을 전문으로 하고 있다. 그는 뉴욕 대학교 정치학과의 명예 교수이다. 그는 민주주의 사회, 민주주의 이론, 사회민주주의, 정치경제학의 학자이자 정치학의 합리적 선택 이론의 초기 지지자이다.

## 생애
그는 나치 독일이 폴란드를 점령하던 1940년 폴란드 바르샤바에서 태어났다. 그의 부모는 의사였다. 한 번도 만난 적 없는 그의 아버지는 1939년 폴란드군에 징집됐고, 1940년 소련군의 카틴 학살 당시 살해됐다.
그는 1961년 바르샤바 대학교에서 철학과 사회학 석사 학위를 취득했다. 바르샤바에서 노스웨스턴 대학(Northwestern University)의 정치학 교수인 파렐(R. Barry Farrell)을 만났다. 그는 쉐보르스키에게 정치학을 공부하기 위해 미국으로 이주하도록 설득했다. 쉐보르스키에 따르면, "나는 그에게 정치학이 무엇인지 물어볼 능력이 있었는지 기억이 나지 않다. 나는 그것이 무엇인지 몰랐다. 그러나 비록 그가 나에게 세계를 항해하는 배에서 일하고 싶은지 물었지만, 나는 '예'라고 대답했을 것이다. 나는 스무 살이었고 무엇이든하기 위해 어디든 갔을 것이다.”